# Metroid Dread
Metroid Dread (メトロイド ドレッド Metoroido Doreddo?) es un videojuego de acción-aventura de 2021 de la serie Metroid, desarrollado por MercurySteam en colaboración con la filial Nintendo EPD y publicado por Nintendo para la consola Nintendo Switch. Es la quinta entrega en dos dimensiones de la serie y la primera en utilizar gráficos en alta definición. El juego fue lanzado el 8 de octubre de 2021.
El jugador controla a Samus, una cazarrecompensas galáctica que tras los eventos de Metroid Fusion, donde fue infectada por un parásito X, debe investigar que ha ocurrido en el planeta ZDR. El juego presenta un mundo de desplazamiento lateral de plataformas no lineal, en el que el jugador debe explorar zonas y desbloquear nuevas a medida que recolecta power-ups.
Metroid Dread estaba planeado por los desarrolladores en 2005 como una secuela de Fusion para la Nintendo DS, no obstante, debido a limitaciones técnicas de la consola fue cancelado. Tras más de una década sin anuncios sobre el título, Nintendo lo presentó oficialmente en el E3 de 2021, con MercurySteam desarrollando el proyecto para Nintendo Switch. Fue elegido como el mejor videojuego del año por la revista Time.

## Argumento

### Ubicación en la serie
Metroid Dread es la quinta entrega en dos dimensiones y de la historia principal de la saga Metroid. Según su desarrollador, Yoshio Sakamoto, Dread pone fin al arco argumental iniciado en el primer videojuego de Metroid y Zero Mission, explicando lo que ocurrió con Samus después de Metroid Fusion. Los eventos de Metroid Dread toma lugar al final de la cronología oficial de la saga.

### Sinopsis
La Federación Galáctica recibe información que sugiere que los parásitos X sobrevivieron a la destrucción del sistema SR388 ocurrida en Fusion y envía a 7 robots EMMI para investigar, sin embargo después de enviarlos al planeta ZDR perdieron el contacto con ellos. Tras interceptar la transmisión de la Federación, Samus investiga el planeta para descubrir qué ha ocurrido, mientras intenta evadir a los EMMI que ahora la persiguen.

## Sistema de juego

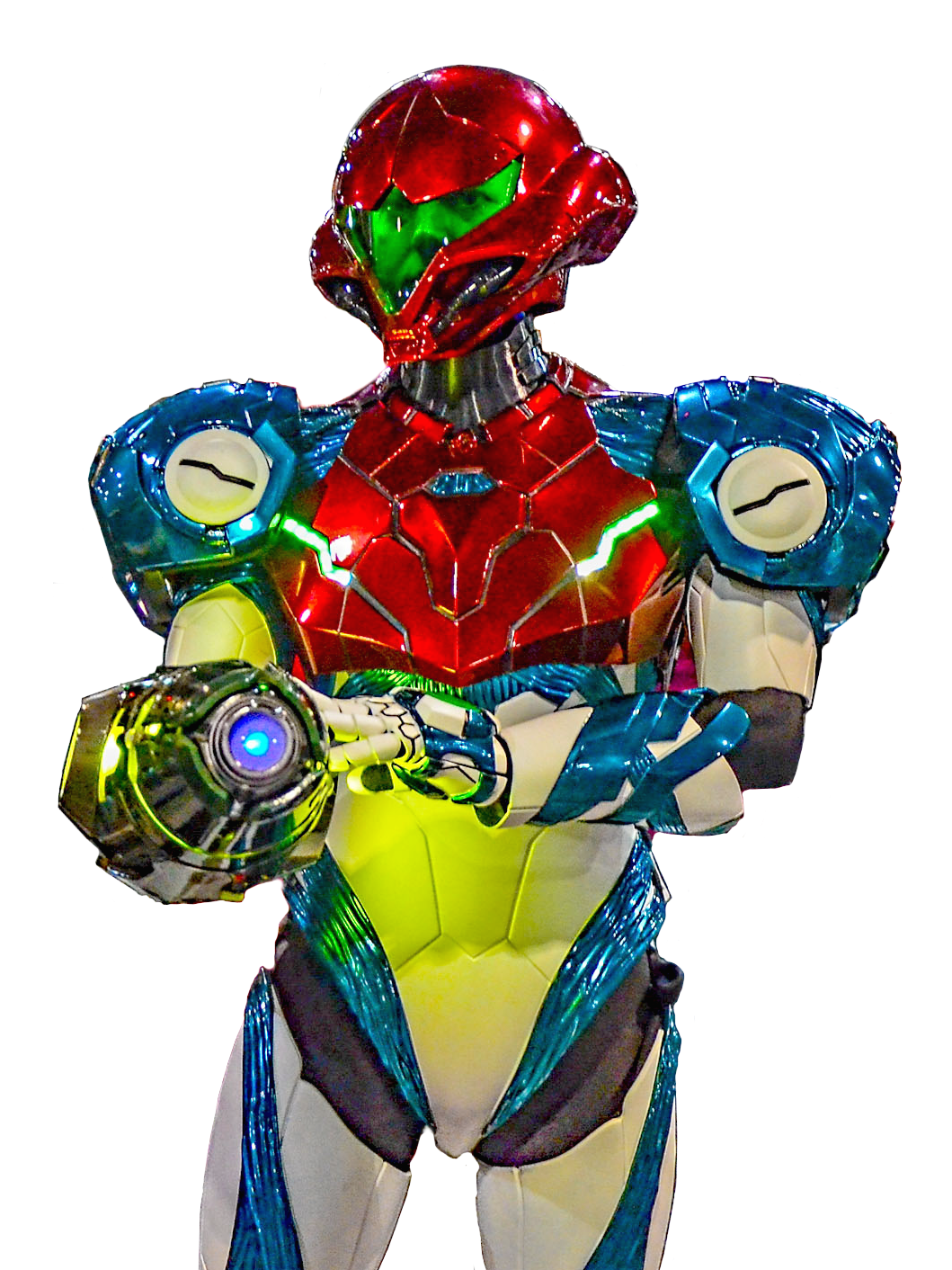
Cosplayer de Samus Aran en Metroid Dread.

Metroid Dread es un juego de acción y aventura en el que el jugador controla a Samus Aran en un entorno gráfico en 2.5 dimensiones,  en un mundo de desplazamiento lateral.  El argumento se desarrolla en el planeta ZDR, un extenso y vasto mundo cuyas áreas están interconectadas mediante puertas, elevadores y salas secretas. El jugador debe investigar diferentes áreas y recolectar power-ups que pueden mejorar las habilidades de Samus, así como a su traje y su armamento, lo cual garantiza que se tenga acceso a otro tipo de secciones que anteriormente resultaban inaccesibles. De entre los power-ups que se incluyen en el juego, destacan la Morfosfera, la cual le permite a Samus enrollarse en una pequeña pelota para poder adentrarse en los túneles y pasillos pequeños; el Aracnoimán, un artefacto que le permite escalar paredes y moverse por los techos; y el Camuflaje Espectral, una habilidad que camufla temporalmente a Samus de la visión de los EMMI.
En Dread regresan las habilidades agregadas por primera vez en el remake de MercurySteam, Metroid: Samus Returns, el Disparo Libre que posibilita apuntar a los enemigos con más precisión cuando Samus se mueve; el Contragolpe que hace que ella pueda contraatacar antes de recibir un golpe; y el Dash Melee que permite a Samus deslizarse y embestir enemigos.  Su enfoque de diseño da como resultado un mundo interactivo que recompensa la exploración.

## Desarrollo

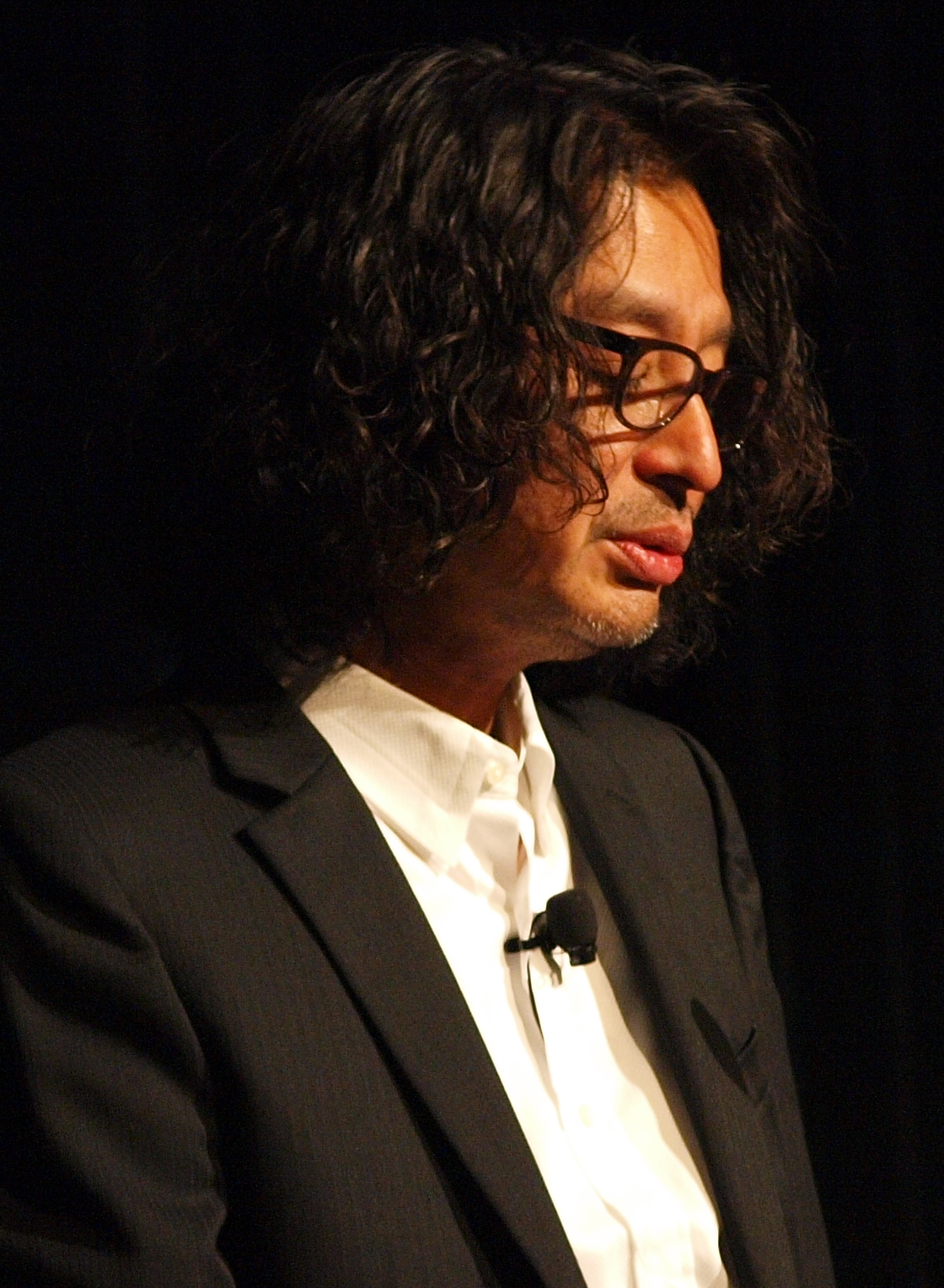
El desarrollador de Metroid, Yoshio Sakamoto en la Game Developers Conference de 2010.

El título Metroid Dread apareció por primera vez en una lista de software interna de Nintendo de 2005 de «juegos clave de DS que se anunciarán en el futuro». La información fue revelada por la revista Game Informer y confirmada por IGN en septiembre de ese año. En la edición de la revista de Nintendo de febrero de 2006 se anunció que el juego iba a estrenar en 2006 y en la E3 de ese año se iban a entregar novedades. Sin embargo, tras el E3 de 2006, Nintendo negó la existencia del proyecto.
Nintendo hizo un segundo intento para desarrollar el juego a finales de la década de 2000. Se creó un prototipo jugable con un estilo gráfico similar al de Metroid Fusion alrededor de 2008 y se mostró al personal de Nintendo Software Technology y Nintendo of America en el E3 del 2009. Sakamoto dijo que esta versión no cumplía con sus expectativas y que el desarrollo se detuvo.
En la Game Developers Expo de 2010, Yoshio Sakamoto, el productor de Metroid, pidió a los fans «tengan paciencia un poco más» antes de que se puedan dar comentarios o información del juego. Pero también afirmó de que si Nintendo quería revivir el proyecto tenían que volver a comenzar desde cero. Con motivo de promoción de Metroid: Other M lanzado en Wii ese año, Kotaku le preguntó a Sakamoto si ese juego tenía alguna relación con Dread, sin embargo Sakamoto negó la afirmación. En una entrevista de 2018 con Hobby Consolas, Sakamoto dijo que el Nintendo DS no era lo suficientemente potente como para crear juego que había imaginado.
Durante el Nintendo Direct del E3 de 2021, Nintendo anunció que MercurySteam estaba desarrollando el juego en cooperación con Nintendo EPD, con Yoshio Sakamoto retomando su papel de productor, quien había dirigido anteriormente los otros juegos de la saga Metroid. Sakamoto dijo que Nintendo había revivido el proyecto después de ver lo que MercurySteam podía hacer, tras haber lanzado Metroid: Samus Returns. Además, afirmó que Dread marcaría el final de la historia iniciada en el primer juego de la saga.

## Lanzamiento
Metroid Dread fue anunciado oficialmente en un Nintendo Direct del E3 de 2021 mediante un tráiler, junto a una fecha de lanzamiento el 8 de octubre de 2021. En la presentación del E3 de 2021 se revelaron por primera vez imágenes del juego, mostrándose un juego que transcurre en un entorno de 2.5 dimensiones con gráficos de alta definición por primera vez en la saga. El videojuego cuenta con una edición coleccionista que incluye un steelbook y un libro de ilustraciones. En su fecha de lanzamiento se pusieron a la venta dos figuras amiibo de los personajes del juego que dan ventajas al jugador.

## Recepción

### Comercial
Tras ponerse en preventa, Dread se posicionó como el videojuego más vendido de 2021 de Amazon en Estados Unidos y Reino Unido, y en el «top 10 de juegos más vendidos» de Japón. También se posicionó en el primer lugar de videojuego más vendido en GameStop. A menos de 24 horas después del inicio de la preventa del juego, se habían agotado las ediciones especiales junto a sus amiibo. Tras el anuncio de Metroid Dread en el E3, los videojuegos de la saga lideraron las ventas en la Nintendo eShop de las consolas Wii U y Nintendo 3DS.

### Crítica
El juego posee un 89 en la página de Metacritic lo que indica reseñas generalmente favorables.

### Premios
| Año  | Premio                 | Categoría                      | Resultado | Ref(s)        |
| ---- | ---------------------- | ------------------------------ | --------- | ------------- |
| 2021 | Golden Joystick Awards | Nintendo Game of the Year      | Ganador   | [ 67 ] [ 68 ] |
| 2021 | Golden Joystick Awards | Ultimate Game of the Year      | Nominado  | [ 67 ] [ 68 ] |
| 2021 | The Game Awards        | Juego del año                  | Nominado  | [ 69 ]        |
| 2021 | The Game Awards        | Mejor juego de acción/aventura | Ganador   | [ 69 ]        |
| 2021 | The Game Awards        | Voz del Jugador                | Nominado  | [ 69 ]        |